# Skummeslövs socken
Skummeslövs socken i Halland ingick i Höks härad, ingår sedan 1971 i Laholms kommun i Hallands län och motsvarar från 2016 Skummeslövs distrikt.
Socknens areal är 28,81 kvadratkilometer, varav 27,73 land. År 2000 fanns här 1 460 invånare. Tätorten Skummeslövsstrand samt tätorten Skottorp med sockenkyrkan Skummeslövs kyrka ligger i socknen. 

## Administrativ historik
Skummeslövs socken har medeltida ursprung.
Vid kommunreformen 1862 övergick socknens ansvar för de kyrkliga frågorna till Skummeslövs församling och för de borgerliga frågorna till Skummeslövs landskommun.  Denna senare inkorporerades 1952 i Karups landskommun som upplöstes 1971 då denna del uppgick i Laholms kommun.
1 januari 2016 inrättades distriktet Skummeslöv, med samma omfattning som församlingen hade 1999/2000.
Socknen har tillhört fögderier och domsagor enligt Höks härad. De indelta båtsmännen tillhörde Södra Hallands första båtsmanskompani.

## Geografi och natur
Skummeslövs socken ligger sydväst om Laholm vid Laholmsbukten och kring Smedjeån. Socknen är en bördig slättbygd och har vid kusten skogplanterade flygsandsfält.
Det finns tre kommunala naturreservat i socknen: Norra Skummeslöv, Södra Skummeslöv och Svarvareskogen.
Sätesgårdar var Skottorps slott,, Nya Skottorps säteri och Rostorps herrgård.

## Fornlämningar
Från stenåldern finns boplatser och från bronsåldern ett gravröse.

## Namnet
Namnet (1340 Scutmanslef) kommer från kyrkbyn. Förleden är antingen skottman, skatteuppbördsman' eller skotmadher, 'skytt'. Efterleden  är löv, 'arvegods'.

## Befolkningsutveckling
| Befolkningsutvecklingen i Skummeslövs socken 1750–1990                                                  | Befolkningsutvecklingen i Skummeslövs socken 1750–1990 | Befolkningsutvecklingen i Skummeslövs socken 1750–1990 | Befolkningsutvecklingen i Skummeslövs socken 1750–1990 | Befolkningsutvecklingen i Skummeslövs socken 1750–1990 |
| --- | ------------------------------------------------------ | ------------------------------------------------------ | ------------------------------------------------------ | ------------------------------------------------------ |
| |                                                        |                                                        |                                                        |                                                        |
| År |                                                        |                                                        | Folkmängd                                              |                                                        |
| 1750 | 1750                                                   |                                                        | 360                                                    |                                                        |
| 1760 | 1760                                                   |                                                        | 378                                                    |                                                        |
| 1769 | 1769                                                   |                                                        | 391                                                    |                                                        |
| 1780 | 1780                                                   |                                                        | 410                                                    |                                                        |
| 1790 | 1790                                                   |                                                        | 411                                                    |                                                        |
| 1800 | 1800                                                   |                                                        | 476                                                    |                                                        |
| 1810 | 1810                                                   |                                                        | 488                                                    |                                                        |
| 1820 | 1820                                                   |                                                        | 493                                                    |                                                        |
| 1830 | 1830                                                   |                                                        | 654                                                    |                                                        |
| 1840 | 1840                                                   |                                                        | 668                                                    |                                                        |
| 1850 | 1850                                                   |                                                        | 716                                                    |                                                        |
| 1860 | 1860                                                   |                                                        | 736                                                    |                                                        |
| 1870 | 1870                                                   |                                                        | 771                                                    |                                                        |
| 1880 | 1880                                                   |                                                        | 852                                                    |                                                        |
| 1890 | 1890                                                   |                                                        | 824                                                    |                                                        |
| 1900 | 1900                                                   |                                                        | 773                                                    |                                                        |
| 1910 | 1910                                                   |                                                        | 853                                                    |                                                        |
| 1920 | 1920                                                   |                                                        | 891                                                    |                                                        |
| 1930 | 1930                                                   |                                                        | 927                                                    |                                                        |
| 1940 | 1940                                                   |                                                        | 924                                                    |                                                        |
| 1950 | 1950                                                   |                                                        | 977                                                    |                                                        |
| 1960 | 1960                                                   |                                                        | 966                                                    |                                                        |
| 1970 | 1970                                                   |                                                        | 870                                                    |                                                        |
| 1980 | 1980                                                   |                                                        | 1 089                                                  |                                                        |
| 1990 | 1990                                                   |                                                        | 1 384                                                  |                                                        |
| Anm: Källor: Umeå universitet - Tabellverket 1749-1859, Demografiska databasen, CEDAR, Umeå universitet |                                                        |                                                        |                                                        |                                                        |